# East Bridgford
Pour l’article homonyme, voir West Bridgford.
East Bridgford est un village du Nottinghamshire, en Angleterre.